# 100 mètres dos aux Jeux olympiques de 1908
Navigation
Saint-Louis 1904 Stockholm 1912
L'épreuve de 100 m dos hommes des Jeux olympiques de 1908 a eu lieu les 16 et 17 juillet 1908 au  White City Stadium de Londres.
La piscine, longue de 100 mètres et large de 50 pieds (soit une quinzaine de mètres), est creusée au milieu du stade de White City, construit pour les Jeux et où se déroule aussi la majeure partie des épreuves sportives. Vingt ou vingt-et-un nageurs s'affrontèrent au 100 mètres dos où 31 étaient inscrits,. La course est dominée par le nageur allemand Arno Bieberstein.
Le style en dos était alors encore une application sur le dos des styles ventraux. Le plus souvent, les nageurs utilisaient le « dos brassé », une sorte de brasse simultanée sur le dos : les bras tendus dans le prolongement du corps sont amenés dans un grand mouvement circulaire à plat rapide jusqu'aux cuisses ; là ils sont ramenés à la position initiale en passant le long du corps, sous l'eau, parfois mais rarement le nageur pouvait faire un retour aérien, avec le problème que ce type de retour amène la tête sous l'eau ; peu d'utilisation de mouvements de jambes, sauf chez les meilleurs car elles posent comme toujours un problème d'équilibre amenant la tête sous l'eau. Certains nageurs pouvaient aussi utiliser une forme de trudgeon sur le dos. La révolution du « dos crawlé » eut lieu lors des Jeux de 1912 à Stockholm.

## Séries
| Série | Rang  | Pays | Nom                           | Temps        | Qualification         |
| ----- | ----- | ---- | ----------------------------- | ------------ | --------------------- |
| 1     | 1     |      | Arno Bieberstein              | 1 min 25 s 6 | Q                     |
| 6     | 1     |      | Jack Taylor                   | 1 min 25 s 8 | Q                     |
| 4     | 1     |      | Herbert Haresnape             | 1 min 26 s 2 | Q                     |
| 4     | 2     |      | Ludvig Dam                    | 1 min 26 s 4 | q (meilleur deuxième) |
| 7     | 1     |      | Gustav Aurisch (en)           | 1 min 27 s 4 | Q                     |
| 6     | 2     |      | Augustus Goessling (en)       | 1 min 29 s   |                       |
| 5     | 1     |      | Sidney Parvin (en)            | 1 min 30 s   | Q                     |
| 1     | 2     |      | Frederick Unwin (en)          | 1 min 30 s   |                       |
| 3     | 1     |      | Colin Lewis (en)              | 1 min 30 s 2 | Q                     |
| 2     | 1     |      | Max Ritter                    | 1 min 33 s 4 | Q                     |
| 2     | 2     |      | Sidney Willis (en)            | 1 min 34 s 4 |                       |
| 3     | 2     |      | Bartholomeus Roodenburch (en) | 1 min 36 s   |                       |
| 1     | 3     |      | Hugo Jonsson (en)             | non connu    |                       |
| 2     | 3     |      | John Henriksson (en)          | non connu    |                       |
| 3     | 3     |      | Robert Zimmerman              | non connu    |                       |
| 4     | 3     |      | Amilcare Beretta (en)         | non connu    |                       |
| 6     | 3     |      | Gustav Wretman                | non connu    |                       |
| 6     | n. c. |      | Oscar Grégoire                | abandon      |                       |
| 7     | 2     |      | Johan Cortlever (en)          | non connu    |                       |
| 7     | 3     |      | Eric Seaward (en)             | non connu    |                       |
| 7     | n. c. |      | Sándor Kugler (en)            | disqualifié  |                       |

Les sept séries se déroulèrent le jeudi 16 juillet à 16 h 30. Étaient qualifiés le vainqueur de chaque série et le plus rapide des deuxièmes.
Dix nageurs ne prirent pas le départ de l'épreuve : l'Allemand Brack, l'Américain Gossnell, l'Australasien Cooke, l'Autrichien Kellner, le Finlandais Cederberg, les Hongrois Adam, Ember, Fülöp et Ónody et le Suédois Persson.
La première série revint facilement à l'Allemand Arno Bieberstein (1 min 25 s 6), devant le Britannique Frederick Unwin (1 min 30 s). Il semblerait que la performance du troisième, le Finlandais Hugo Jonsson n'ait pas été à la hauteur,,.
La seconde série eut un résultat similaire : domination de bout en bout d'un Allemand Max Ritter (1 min 33 s 4), devant un Britannique Sidney Willis (1 min 34 s 4) et un Finlandais John Henriksson,,.
Les quatre séries suivantes furent remportées par des Britanniques. Dans la troisième série, la victoire revint facilement à Colin Lewis (1 min 30 s 2) devant le Néerlandais Bartholomeus Roodenburch (1 min 36 s) et le seul représentant canadien Robert Zimmerman. La cinquième fut remportée par Sidney Parvin qui nagea seul en 1 min 30 s,,.
La quatrième série fut la plus disputée. Le Britannique Herbert Haresnape prit la tête, menant d'un mètre à mi-longueur. Le Danois Ludvig Dam accéléra alors le rythme pour une arrivée très disputée. Le vainqueur Haresnape toucha en 1 min 26 s 2 quand Dam, qualifié au titre de meilleur deuxième, toucha en 1 min 26 s 4. L'Italien Amilcare Beretta finit troisième,,.
Jack Taylor (1 min 25 s 8) domina sa sixième série, devançant l'Américain Augustus Goessling (1 min 29 s à l'arrivée) de trois mètres aux 50 mètres et le Suédois Gustav Wretman de quatre mètres. Le Belge Oscar Grégoire abandonna à mi-parcours,,.
Le Hongrois Sándor Kugler, arrivé premier de la septième série, fut disqualifié pour départ anticipé. La victoire revint alors à l'Allemand Gustav Aurisch (1 min 27 s 4) devant le Néerlandais Johan Cortlever et le Britannique Eric Seaward,,.

## Demi-finales
| Série | Rang | Pays | Nom                 | Temps        | Qualification |
| ----- | ---- | ---- | ------------------- | ------------ | ------------- |
| 1     | 1    |      | Arno Bieberstein    | 1 min 25 s 6 | Q             |
| 1     | 2    |      | Ludvig Dam          | non connu    | Q             |
| 1     | 3    |      | Max Ritter          | non connu    |               |
| 1     | 4    |      | Sidney Parvin (en)  | non connu    |               |
| 2     | 1    |      | Gustav Aurisch (en) | 1 min 28 s 2 | Q             |
| 2     | 2    |      | Herbert Haresnape   | 1 min 28 s 8 | Q             |
| 2     | 3    |      | Jack Taylor         | non connu    |               |
| 2     | 4    |      | Colin Lewis (en)    | non connu    |               |

Les deux demi-finales eurent lieu le vendredi 17 juillet à 14 h 30, les deux premiers de chaque étaient qualifiés pour la finale qui se déroula le même jour à 17 h.
La première demi-finale fut remportée par l'Allemand Arno Bieberstein en 1 min 25 s 6. Il prit très vite la tête devant le Danois Ludvig Dam devancé d'un mètre à l'arrivée. Le Britannique Sidney Parvin percuta le mur du côté aux 80 mètres et termina à la quatrième et dernière place, derrière l'Allemand Ritter,,.
La seconde demi-finale, très disputée, fut remportée aussi par un Allemand, Gustav Aurisch en 1 min 28 s 2 devant trois Britanniques Herbert Haresnape en 1 min 28 s 8 puis Jack Taylor et Lewis. Haresnape aurait pu l'emporter : il menait à mi-parcours devant son compatriote Taylor quand les deux hommes quittèrent leur ligne droite, croisant la trajectoire d'Aurisch et finissant même par se gêner l'un l'autre,,.

## Finale
| Série | Rang | Pays | Nom                 | Temps        |    |
| ----- | ---- | ---- | ------------------- | ------------ | -- |
| 1     | 1    |      | Arno Bieberstein    | 1 min 24 s 6 | RO |
| 1     | 2    |      | Ludvig Dam          | 1 min 26 s 6 |    |
| 1     | 3    |      | Herbert Haresnape   | 1 min 27 s   |    |
| 1     | 4    |      | Gustav Aurisch (en) | non connu    |    |

Se retrouvèrent donc en finale deux Allemands Gustav Aurisch et Arno Bieberstein, un Danois Ludvig Dam et un Britannique Herbert Haresnape. Bieberstein qui dominait déjà depuis trois ans la discipline du dos en Allemagne et Autriche, s'empara immédiatement de la tête. Le Britannique Haresnape fut longtemps à la deuxième place, même si le Danois Dam le remontait peu à peu. Cependant, Haresnape quitta sa trajectoire rectiligne aux 70 mètres et fut alors doublé par Dam.
La finale fut donc facilement remportée par l'Allemand Arno Bieberstein en 1 min 24 s 6, devant le Danois Ludvig Dam 1 min 26 s 6 et le Britannique Herbert Haresnape 1 min 27 s. Gustav Aurisch finissant au pied du podium,,.